# Orator
Oratorul este o persoană care rostește un discurs, care vorbește în fața unui public.
Cuvântul orator provine din limba latină ce este sinonim pentru vorbitor (public). Arta oratoriei este cunoscută încă din Antichitate și are o funcție puternică în domeniile și activitățile sociale și politice.

## Istorie
În Roma Antică, arta de a vorbi în public (Ars Oratoria) a fost o competență profesională cultivată în special de politicieni și avocați. Familiile romane trimeteau copiii să studieze în Grecia arta oratorică (ca în cazul tânărului Julius Caesar), fie solicitau profesori greci la domiciliu.

## Listă de oratori

### Antici
- Pericle;
- Demostene;
- Iulius Cezar;
- Marcus Tullius Cicero;
- Cato cel Bătrân;
- Eschine;
- Antiphon;
- Hiperide;
- Lysias;
- Isocrate;
- Gorgias;
- Quintilian;
- Ioan Gură de Aur.

### Moderni
- Winston Churchill;
- Charles de Gaulle;
- Adolf Hitler;
- Ralph Waldo Emerson;
- Vladimir Lenin;
- Piotr Arkadievici Stolîpin;
- Lev Davidovici Troțki;
- John Fitzgerald Kennedy;
- Joseph Goebbels;
- Douglas MacArthur;
- Benito Mussolini;
- Franklin Delano Roosevelt.
- Fidel Castro;
- Abd el-Kader;
- Martin Luther King;
- Jean Jaurès.